# Embacang Lama
Embacang Lama is een bestuurslaag in het regentschap Musi Rawas van de provincie Zuid-Sumatra, Indonesië. Embacang Lama telt 1180 inwoners (volkstelling 2010).